# Nolita

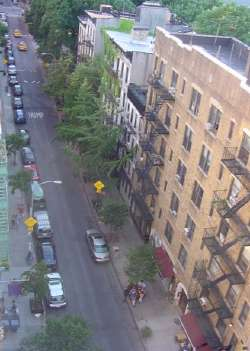
Mott Street entre Houston Street i Prince Street Nova York, N.Y.

Nolita, de vegades escrit NoLita (North of Little Italy, en català Nord de la Petita Itàlia és un barri de Manhattan, a New York.
Nolita és delimitat al nord per Houston Street, a l'est per Bowery, al sud per Broome Street, i a l'oest per Lafayette Street. S'estén a l'est de SoHo, al sud de NoHo, a l'oest del Lower East Side, i al nord de Little Italy i Chinatown.
El barri ha estat molt de temps considerat com una part de Little Italy, però ha perdut el seu caràcter italoamericà, en haver-se'n dispersat la població cap als altres boroughs de la ciutat i als afores. A partir de la meitat dels anys 1990, el barri ha vist una afluència creixent de yuppies, afavorint un desenvolupament de restaurants i bars.
Havent intentat en va d'integrar el veïnat en el marc de SoHo, els promotors immobiliaris han proposat diversos noms per a aquest nou barri d'alt estànding. El primer nom escollit ha estat en principi tret d'una campanya publicitària anomenada The Village Voice després NoLiTa, nom definitiu escollit per l'agent immobiliari William R. MacLeod Jr. el 1994. Aquest nom segueix la tendència dels noms anomenats "maleta" començada per SoHo (sud de Houston Street) i TriBeCa (Triangle Below Canal Street) que talla diverses paraules per a fer-ne una de sola.
El barri comprèn la St. Patrick's Old Cathedral, a l'angle dels carrers Prince i Mott, que va obrir el 1815 i va ser reconstruïda el 1868 després d'un incendi. Aquest edifici ha servit a la ciutat de New York de catedral catòlica romana fins que la nova St. Patrick's Cathedral va ser oberta a la Cinquena Avinguda el 1879. St. Patrick's Old Cathedral és ara una església parroquial.
Un altre gran edifici de NoLiTa és el Puck Building, una obra construïda el 1885 a la cantonada dels carrers Lafayette i Houston, on hi havia el quarter general de l'antic Puck Magazine.